# Мертва зона (фільм)
Мертва зона (англ. The Dead Zone) — американський фантастичний фільм режисера Девіда Кроненберга, випущений у 1983 році. Екранізація однойменного роману Стівена Кінга.

## Сюжет
Повертаючись з прогулянки на машині, зі своєю дівчиною, викладач літератури Джон Сміт потрапляє в аварію. Протягом п'яти років, після катастрофи він перебуває в комі. П'ять втрачених років.
Але, прийшовши до тями, він набуває надприродні здібності, якими володіють лише
екстрасенси — дар пророкувати катастрофи й долі людей. Його унікальними можливостями спочатку цікавляться поліція, а потім і політики великого рангу. І незабаром з'ясувалося, що тільки Джон Сміт може зупинити нерозбірливого в засобах політика, що рветься до влади …

## В ролях
| Актор             | Роль              |
| ----------------- | ----------------- |
| Крістофер Вокен   | Джон Сміт         |
| Брук Адамс        | Сара Брекнелл     |
| Том Скеррітт      | шериф Баннерман   |
| Герберт Лом       | доктор Сем Вайзак |
| Ентоні Зерб       | Роджер Стюарт     |
| Коллін Дьюхерст   | Коллін Дьюхерст   |
| Мартін Шин        | Грег Стіллсон     |
| Ніколас Кемпбелл  | Френк Додд        |
| Саймон Крейг      | Кріс Стюарт       |
| Вільям Брюс Девіс | водій швидкої     |

## Реліз
Рішення Paramount зняти фільм з Міжнародного кінофестивалю в Торонто за три дні до показу, щоб уникнути негативних відгуків до широкого прокату, є досить незвичним кроком. Це свідчить про певну невпевненість студії щодо реакції публіки, або ж бажання контролювати перше враження. Замість "Мертвої зони" був показаний фільм "Даніель".
Критика Кроненберга щодо прокату: Режисер Девід Кроненберг відкрито висловив невдоволення кінотеатральним прокатом фільму, вважаючи, що він міг би зайняти перше місце за зборами, якби маркетинг був ефективнішим.
Арешт керівника відділу маркетингу: Припущення Кроненберга про те, що арешт Девіда Роуза, керівника відділу маркетингу Paramount, за розкрадання коштів міг вплинути на фінансування маркетингової кампанії фільму, є дуже серйозним звинуваченням і могло б пояснити, чому, на думку режисера, прокат був невдалим.
Власні покази Dolby Stereo: Факт того, що Кроненберг протягом місяця самостійно показував власну стереоверсію фільму у форматі Dolby в Торонто, оскільки жоден кінотеатр не демонстрував цю версію, є яскравим свідченням його відданості своїй роботі та бажання представити фільм у найкращій якості. Те, що він вийшов "на нуль без жодних поступок", підкреслює його незалежність та зосередженість на мистецькій цінності, а не на комерційній вигоді від цих конкретних показів.
Ці деталі показують, що, незважаючи на успіх фільму та його визнання згодом, його шлях до глядача був непростим, і за кулісами відбувалися певні конфлікти та проблеми.

## Цікаві факти про фільм
- Щоб Крістофер Вокен більш правдоподібно смикався під час прозрінь свого персонажа, Кроненберг, стоячи за камерою, несподівано стріляв холостими з великокаліберного Магнума. Ідею подав сам Вокен.
- На початку фільму персонаж Вокена читає оповідання «Легенда сонного виярку». Через 16 років Вокен зіграв вершника без голови в фільмі «Сонна лощина» екранізації Тіма Бертона.
- Персонаж Мартіна Шина говорить, ніби у нього було видіння, що він стане президентом США. Згодом Мартін Шин двічі виконував роль американських президентів — в багатосерійному фільмах «Кеннеді» (1983) та «Західне крило» (1999).
- Єдиний фільм Кроненберга, музику до якого писав не Говард Шор.
- Коли Кеймен жив в Лондоні та складав музику до фільму, до нього надходили скарги сусідів. Мовляв, припиніть грати цю музику, нам через неї сняться кошмари